# Eleccions al Landtag de Baviera de 1978
Les eleccions al Landtag de Baviera de 1978 van ser guanyades novament per la Unió Social Cristiana de Baviera (CSU) amb majoria absoluta. La SPD es manté i la FPD esdevé la tercera força política.
| Partit            | Percentatge | Escons |
| ----------------- | ----------- | ------ |
| CSU               | 59,8        | 129    |
| SPD               | 30,8        | 65     |
| FPD               | 6,2         | 10     |
| NPD               | 0,6         | -      |
| Partit de Baviera | 0,4         | -      |
| DKP               | 0,3         | -      |